# Strażnica WOP Sztutowo
Strażnica WOP Stegna/Sztutowo – podstawowy pododdział graniczny Wojsk Ochrony Pogranicza pełniący służbę ochronną na granicy morskiej.

## Formowanie i zmiany organizacyjne
Strażnica została sformowana w 1945  w strukturze 21 komendy odcinka Elbląg jako 101 strażnica WOP (Steegen) o stanie 56 żołnierzy. Kierownictwo strażnicy stanowili: komendant strażnicy, zastępca komendanta do spraw polityczno-wychowawczych i zastępca do spraw zwiadu. Strażnica składała się z dwóch drużyn strzeleckich, drużyny fizylierów, drużyny łączności i gospodarczej. Etat przewidywał także instruktora do tresury psów służbowych oraz instruktora sanitarnego. Sformowane strażnice morskiego oddziału OP nie przystąpiły bezpośrednio do objęcia ochrony granicy morskiej. Odcinek dawnej granicy polsko-niemieckiej sprzed 1939  od Piaśnicy, aż do lewego styku z 4 Oddziałem OP ochraniany był przez radziecką straż graniczną wydzieloną ze składu wojsk marszałka Rokossowskiego. Pozostały odcinek granicy od rzeki Piaśnica, aż po granicę z ZSRR zabezpieczała Morska Milicja Obywatelska.
9.08.1949 strażnica nr 101 ze Stegny została przeniesiona do m. Sztutowo, do koszar przy sztabie 10 batalionu OP.
Od 15 marca 1954 wprowadzono nową numerację strażnic. Strażnica Sztutowo II kategorii otrzymała numer 99. 
W 1956  rozpoczęto numerować strażnice w systemie brygadowym. Podległa 163 batalionowi WOP strażnica Sztutowo otrzymała numer 9. Latem 1957, po przekazaniu 161 batalionu WOP 15 Brygadzie WOP, zmieniono po raz kolejny numerację strażnic w systemie brygadowym. Strażnica Sztutowo stała się numerem 15
Wiosną 1958  zlikwidowano strażnicę Sztutowo. Odcinek podzielono pomiędzy strażnicę Krynica i strażnicę Jantar. W miejsce strażnicy Sztutowo powstała placówka zwiadu Sztutowo.

## Ochrona granicy
Strażnice sąsiednie:
100 strażnica WOP Bohnsack ⇔ 102 strażnica WOP Tiegenhagen – 1946

## Dowódcy strażnicy
- por. Edward Loniec[2]
- ppor. Roman Kędziołka (był 10.1946)[c].
- ppor. Henryk Matczak (?-1952)